# Khách Gia Viên Lâu

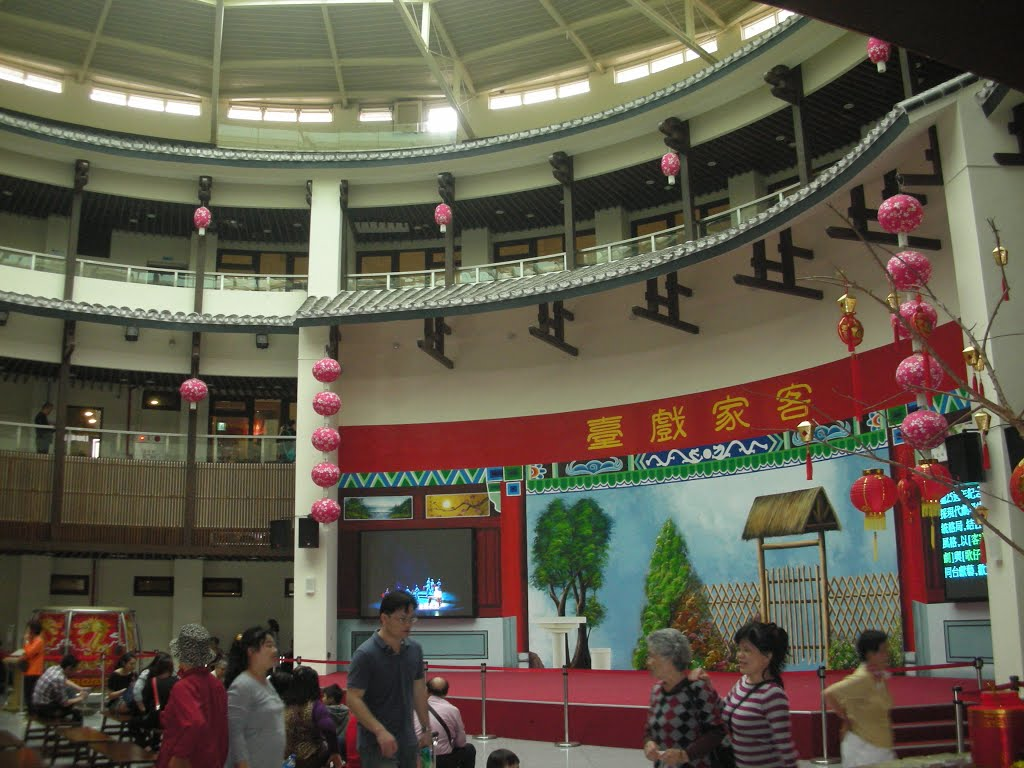
Bên trong Khách Gia Viên Lâu

Khách Gia Viên Lâu (tiếng Trung: 客家圓樓; bính âm: Kèjiā Yuánlóu) là một tòa nhà Khách Gia ở Hậu Long, Miêu Lật, Đài Loan.

## Lịch sử
Ngôi nhà được xây dựng bởi chính phủ huyện Miêu Lật và mở cửa vào ngày 25 tháng 10 năm 2014 với kinh phí 130 triệu NT$. Vào năm 2015, chính phủ huyện đã lên kế hoạch đối thầu hoạt động của tòa nhà để giảm bớt nợ tài chính của nó.

## Kiến trúc
Kiến trúc ngôi nhà được dựa theo kiến trúc của Thổ lâu ở Phúc Kiến. Ngôi nhà gồm những hành lang hình tròn, đài quan sát hình vòng cung, một sảnh chào và hồ nước. Ngôi nhà có 1 tầng dưới lòng đất và 3 tầng trên mặt đất.

## Vận chuyển
- Ga Miêu Lật của Đường sắt cao tốc Đài Loan
- Ga Phong Phú của Đường sắt Đài Loan.

## Giờ mở cửa
Ngôi nhà mở cửa tất cả các ngày trong tuần từ thứ hai từ 9:00 sáng đến 5:00 chiều.